# Marcel Ernzer
Marcel Ernzer (Esch-sur-Alzette, 23 maart 1926 – Luxemburg, 1 april 2003) was een Luxemburgs wielrenner. Hij was als beroepsrenner actief tussen 1949 en 1962.

## Belangrijkste overwinningen
1951
- Eindklassement Ronde van Luxemburg

1953
- Nationaal kampioenschap op de weg

1954
- Luik-Bastenaken-Luik
- Nationaal kampioenschap op de weg

1955
- Puntenklassement Ronde van België
- 2e etappe Ronde van België
- 7e etappe Ronde van Zwitserland
- Nationaal kampioenschap op de weg

1960
- Eindklassement Ronde van Luxemburg

## Resultaten in voornaamste wedstrijden
| Jaar | Ronde van Italië | Ronde van Frankrijk | Ronde van Spanje |
| ---- | ---------------- | ------------------- | ---------------- |
| 1949 |                  | opgave              |                  |
| 1950 |                  | opgave              |                  |
| 1951 |                  |                     |                  |
| 1952 |                  |                     |                  |
| 1953 |                  | 18e                 |                  |
| 1954 |                  |                     |                  |
| 1955 |                  |                     |                  |
| 1956 | opgave           | 51e                 |                  |
| 1957 | 45e              | opgave              |                  |
| 1958 | 33e              | 16e                 |                  |
| 1959 | 41e              | 33e                 |                  |
| 1960 | 57e              |                     | opgave           |
| 1961 | 26e              | 37e                 |                  |
| 1962 | opgave           | opgave              |                  |

| Jaar | Gent-Wevelgem | Parijs-Roubaix | Luik-Bast.‑Luik | Ronde van Lombardije | Waalse Pijl |  | WK op de weg |
| ---- | ------------- | -------------- | --------------- | -------------------- | ----------- |  | ------------ |
| 1949 |               |                |                 |                      |             |  | 15e          |
| 1950 |               |                | 12e             |                      |             |  |              |
| 1951 |               | 70e            | 16e             |                      | 16e         |  |              |
| 1952 |               |                |                 |                      |             |  |              |
| 1953 |               | 61e            |                 |                      |             |  | 10e          |
| 1954 |               | 101e           | Goud            | 62e                  | 5e          |  |              |
| 1955 |               |                | 7e              |                      |             |  |              |
| 1956 |               |                |                 |                      |             |  |              |
| 1957 | 44e           |                | 18e             |                      | 15e         |  | 10e          |
| 1958 |               |                | 7e              |                      | 31e         |  |              |
| 1959 |               |                | 4e              |                      | 15e         |  |              |
| 1960 |               |                |                 |                      |             |  |              |
| 1961 |               |                |                 |                      |             |  |              |
| 1962 |               |                |                 |                      |             |  |              |